# Rachel O'Reilly
Rachel O'Reilly es química británica y profesora de la Universidad de Birmingham. Trabaja en la interfaz de la biología y los materiales, creando polímeros que pueden imitar nanomateriales naturales como virus y células. Es miembro de la Royal Society of Chemistry .

## Educación
O'Reilly nació en Holywood y se educó en una escuela primaria. Es disléxica. Estudió Ciencias Naturales en la Universidad de Cambridge, trabajó con Brian FG Johnson en su proyecto de maestría y se graduó en 1999. Se mudó al Imperial College de Londres para trabajar con Vernon C. Gibson en el diseño de catalizadores y obtuvo un doctorado en 2003.

## Carrera profesional
O'Reilly se unió a Craig Hawker y Karen L. Wooley en la Universidad de Washington en San Luis. Aquí demostró la fabricación de nanopartículas de polímero reticulado que estaban listas para hacer clic. En 2004, O'Reilly recibió una beca de la Royal Commission for the Exhibition of 1851, y ocupó un puesto en la Universidad de Cambridge en 2005. En la Universidad de Cambridge recibió una beca Dorothy Hodgkin de la Royal Society. Desarrolló nanocajas poliméricas huecas que podían reconocer selectivamente sustratos.
Se unió a la Universidad de Warwick en 2009 como miembro del Engineering and Physical Sciences Research Council en un programa para acelerar su carrera. Con su beca exploró andamios poliméricos sensibles solubles en agua que contenían dominios para la catálisis, así como polímeros sensibles que podrían desencadenar la liberación de catalizadores en los medios que los rodean. Fue nombrada profesora en 2012 a la edad de 34 años. Ese año fue la primera ganadora del Reino Unido del premio Samsung Young Polymer Scientist de la Unión Internacional de Química Pura y Aplicada. Apareció en Start the Week con Andrew Marr en 2012, que la describió como una "química que hace cosas raras con plásticos". En 2013 recibió el premio Hermann Mark Young Scholar de la American Chemical Society. Fue nombrada profesora de química de la Universidad de Birmingham en 2017.
Además de su investigación, O'Reilly es una geóloga entusiasta y le encanta visitar volcanes. Se convirtió en miembro de la Royal Society of Chemistry en 2013 y fue nombrada como una de las 175 Faces of Chemistry de dicha asociación.

## Premios y reconocimientos
2020 - Premio Corday – Morgan
2018 - Premio a la innovación de la revista Journal of Polymer Science
2016 - Premio Gibson-Fawcett de la Royal Society of Chemistry
2014 - Royal Society of Chemistry y Sociedad de la Industria Química, Medalla McBain
2013 - Premio Hermann Mark Young Scholar de la American Chemical Society
2012 - Premio a la Joven Científica de Polímeros Samsung de la Unión Internacional de Química Pura y Aplicada
2012 - Premio Hickinbottom de la Royal Society of Chemistry
2008 - Medalla de joven investigadora del Reino Unido del macro-grupo de la Royal Society of Chemistry
2007 - Medalla y premio Meldola de la Royal Society of Chemistry